# Tom T. Hall

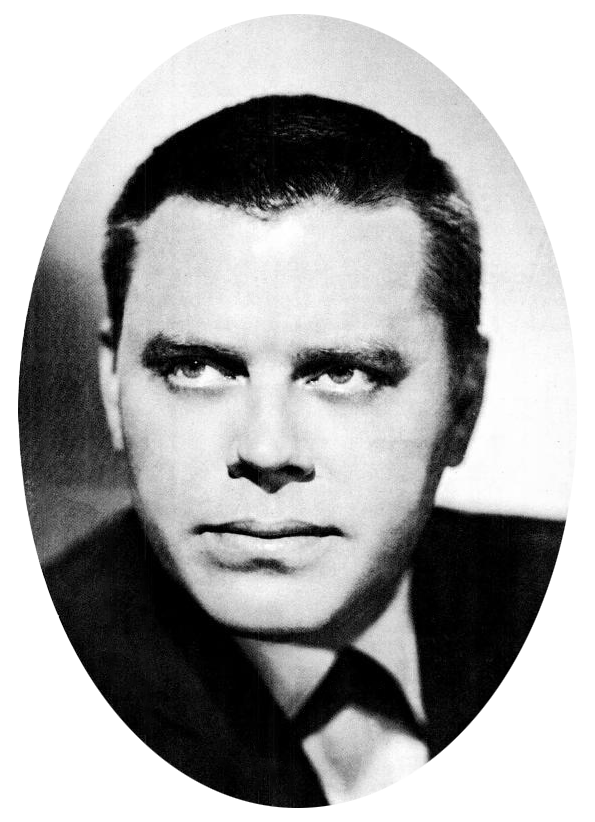
Tom T. Hall, 1967

Thomas „Tom T.“ Hall (* 25. Mai 1936 in Olive Hill, Kentucky; † 20. August 2021 in Franklin, Tennessee) war ein US-amerikanischer Country-Sänger, Songschreiber und Autor. Der Grammy-Preisträger hat zwölf Nummer-eins-Hits geschrieben. Auch Stars wie Johnny Cash, George Jones, Loretta Lynn, Waylon Jennings oder Alan Jackson nahmen seine Lieder in ihr Repertoire auf. Hall trug den Beinamen „The Storyteller“.

## Leben

### Kindheit und Jugend
Bevor Hall anfing, Gitarre zu spielen, hatte er bereits einige Kurzgeschichten verfasst. Seinen ersten Song schrieb er im Alter von neun Jahren. Als er elf war, starb seine Mutter. Vier Jahre später erlitt sein Vater einen Jagdunfall, der ihn arbeitsunfähig machte. Hall musste die Schule verlassen, um Geld zu verdienen. Zunächst arbeitete er in einer Textilfabrik. Bei Auftritten mit einer lokalen Bluegrass-Gruppe verdiente er sich ein paar Dollar hinzu. Außerdem war er Diskjockey bei der örtlichen Radiostation.
1957 trat er für drei Jahre in die Armee ein, die er größtenteils in Deutschland verbrachte. Er spielte oft in amerikanischen Clubs, wo er den GIs seine selbstgeschriebenen Songs vortrug.

### Karriere
Zunächst arbeitete Hall wieder als Diskjockey. Der etablierte Country-Star Jimmy C. Newman sang 1963 einen seiner Songs, DJ for a Day und schaffte damit einen Top-10-Hit. Hall zog nach Nashville und fügte ein „T.“ in seinen Namen ein. Die Ersten, die seine Lieder erfolgreich interpretierten, waren Dave Dudley und erneut Jimmy C. Newman. 1965 hatte Johnnie Wright mit Hello Vietnam einen Nummer-1-Hit. Zwei Jahre später spielte Hall zum ersten Mal selbst eine Single ein, nämlich I Washed My Face in the Morning Dew. Eine Textzeile des gesellschaftskritischen Songs lautete: „The rich got richer and the poor got poorer and to me it didn’t seem right“.
Halls großer Durchbruch kam 1968, als sein Harper Valley P.T.A. von Jeannie C. Riley gesungen die Spitze der Country-Charts erreichte und sogar in den Pop-Hitparaden notierte. Die Single wurde sechs Millionen Mal verkauft, Country-Single des Jahres und mit einem Grammy ausgezeichnet. Der Song handelte von Kleinstadt-Heucheleien, ein typisches Thema Halls. Eine bekannte Version stammt von Dolly Parton aus dem Jahr 1969.
In den folgenden zwanzig Jahren veröffentlichte er über fünfzig Singles und mehr als dreißig Alben wie The Ballad of Forty Dollars (1968), The Year That Clayton Delaney Died (1971) oder Old Dogs, Children and Watermelon Wine (1973). Zwischen 1970 und 1976 erreichten sieben seiner Singles den Spitzenplatz der Country-Charts.
Ab Mitte der 80er Jahre, als es mit den Plattenverkäufen langsam bergab ging, schrieb Hall vermehrt Bücher. Er verfasste unter anderem einen Roman, eine Sammlung von Kurzgeschichten und das autobiographische A Storyteller’s Nashville.
2008 wurde Tom T. Hall in die Country Music Hall of Fame aufgenommen. 2019 folgte die Aufnahme in die Songwriters Hall of Fame. 2015 listete ihn der Rolling Stone auf Rang 99 der 100 größten Songwriter aller Zeiten.
Tom T. Hall starb am 20. August 2021 im Alter von 85 Jahren durch Suizid.

## Diskografie

### Alben
| Jahr | Titel                                | Höchstplatzierung, Gesamtwochen, AuszeichnungChartplatzierungen (Jahr, Titel, Platzierungen, Wochen, Auszeichnungen, Anmerkungen) | Höchstplatzierung, Gesamtwochen, AuszeichnungChartplatzierungen (Jahr, Titel, Platzierungen, Wochen, Auszeichnungen, Anmerkungen) | Anmerkungen |
| Jahr | Titel                                | US | Country | Anmerkungen |
| ---- | ------------------------------------ | --- | --- | ----------- |
| 1969 | Homecoming                           | — | Country23 (19 Wo.)Country |             |
| 1970 | I Witness Life                       | — | Country40 (8 Wo.)Country |             |
| 1970 | 100 Children                         | — | Country31 (7 Wo.)Country |             |
| 1971 | In Search Of A Song                  | US137 (6 Wo.)US | Country8 (26 Wo.)Country |             |
| 1972 | We All Got Together And …            | — | Country12 (22 Wo.)Country |             |
| 1972 | The Storyteller                      | — | Country8 (16 Wo.)Country |             |
| 1973 | Rhymer and Other Five and Dimers     | US181 (4 Wo.)US | Country1 (28 Wo.)Country |             |
| 1973 | For the People in the Last Hard Town | US149 (11 Wo.)US | Country3 (27 Wo.)Country |             |
| 1974 | Country Is                           | — | Country7 (13 Wo.)Country |             |
| 1974 | Songs From Fox Hollow                | US180 (2 Wo.)US | Country3 (27 Wo.)Country |             |
| 1975 | I Wrote A Song About It              | — | Country28 (6 Wo.)Country |             |
| 1976 | Faster Horses                        | — | Country3 (17 Wo.)Country |             |
| 1976 | Magnificent Music Machine            | — | Country11 (14 Wo.)Country |             |
| 1977 | About Love                           | — | Country20 (11 Wo.)Country |             |
| 1978 | New Train, Same Rider                | — | Country37 (9 Wo.)Country |             |
| 1978 | Places I’ve Done Time                | — | Country19 (7 Wo.)Country |             |
| 1978 | Ol’ T’s In Town                      | — | Country20 (18 Wo.)Country |             |
| 1984 | Natural Dreams                       | — | Country42 (17 Wo.)Country |             |
| 1985 | Song In A Seashell                   | — | Country63 (8 Wo.)Country |             |

Weitere Veröffentlichungen
- 1968: Ballad Of Forty Dollars
- 1979: Satuday Morning Songs
- 1980: A Soldier Of Fortune
- 1982: The Storyteller And The Banjoman
- 1983: Everything From Jesus To Jack Daniels
- 1985: Song In A Seashell
- 1989: Country Songs For Kids
- 1996: Songs from Sopchoppy
- 1997: Home Grown
- 2007: Sings Miss Dixie & Tom T.

### Kompilationen
| Jahr | Titel                       | Höchstplatzierung, Gesamtwochen, AuszeichnungChartplatzierungen (Jahr, Titel, Platzierungen, Wochen, Auszeichnungen, Anmerkungen) | Höchstplatzierung, Gesamtwochen, AuszeichnungChartplatzierungen (Jahr, Titel, Platzierungen, Wochen, Auszeichnungen, Anmerkungen) | Anmerkungen |
| Jahr | Titel                       | US | Country | Anmerkungen |
| ---- | --------------------------- | --- | --- | ----------- |
| 1972 | Tom T. Hall’s Greatest Hits | — | Country20 (13 Wo.)Country |             |
| 1975 | Greatest Hits Vol. 2        | US— GoldUS | Country12 (21 Wo.)Country |             |

Weitere Veröffentlichungen
- 1978: Greatest Hits Vol. 3
- 1984: Country
- 1988: The Essential Tom T. Hall
- 1995: Storyteller, Poet, Philosopher
- 1995: Loves Lost and Found
- 1995: Country Songs for Children
- 2000: 20th Century Masters – The Millennium Collection

### Singles
| Jahr | Titel Album                                                                | Höchstplatzierung, Gesamtwochen, AuszeichnungChartplatzierungen (Jahr, Titel, Album, Platzierungen, Wochen, Auszeichnungen, Anmerkungen) | Höchstplatzierung, Gesamtwochen, AuszeichnungChartplatzierungen (Jahr, Titel, Album, Platzierungen, Wochen, Auszeichnungen, Anmerkungen) | Anmerkungen                          |
| Jahr | Titel Album                                                                | US | Country | Anmerkungen                          |
| ---- | -------------------------------------------------------------------------- | --- | --- | ------------------------------------ |
| 1967 | I Washed My Face in the Morning Dew Ballad of Forty Dollars                | — | Country30 (10 Wo.)Country |                                      |
| 1968 | The World the Way I Want It Ballad of Forty Dollars                        | — | Country66 (3 Wo.)Country |                                      |
| 1968 | Ain’t Got the Time Ballad of Forty Dollars                                 | — | Country68 (4 Wo.)Country |                                      |
| 1968 | Ballad of Forty Dollars                                                    | — | Country4 (18 Wo.)Country |                                      |
| 1969 | Strawberry Farms Homecoming                                                | — | Country40 (8 Wo.)Country |                                      |
| 1969 | Homecoming                                                                 | — | Country5 (15 Wo.)Country |                                      |
| 1969 | A Week in a Country Jail Homecoming                                        | — | Country1 (15 Wo.)Country |                                      |
| 1970 | Shoeshine Man Homecoming                                                   | — | Country8 (14 Wo.)Country |                                      |
| 1970 | Salute to a Switchblade I Witness Life                                     | — | Country8 (13 Wo.)Country |                                      |
| 1970 | Day Drinkin’                                                               | — | Country23 (13 Wo.)Country | mit Dave Dudley                      |
| 1970 | One Hundred Children                                                       | — | Country14 (12 Wo.)Country |                                      |
| 1971 | Ode to Half a Pound of Ground Round One Hundred Children                   | — | Country21 (11 Wo.)Country |                                      |
| 1971 | The Year Clayton Delaney Died In Search of a Song                          | US42 (12 Wo.)US | Country1 (20 Wo.)Country |                                      |
| 1972 | Me and Jesus We All Got Together and …                                     | US98 (2 Wo.)US | Country8 (15 Wo.)Country |                                      |
| 1972 | The Monkey That Became President We All Got Together and …                 | — | Country11 (12 Wo.)Country |                                      |
| 1972 | More About John Henry The Storyteller                                      | — | Country26 (9 Wo.)Country |                                      |
| 1972 | (Old Dogs, Children And) Watermelon Wine The Storyteller                   | — | Country1 (15 Wo.)Country |                                      |
| 1972 | Hello, We’re Lonely                                                        | — | Country14 (12 Wo.)Country | mit Patti Page                       |
| 1973 | Ravishing Ruby Rhymer and Other Five and Dimers                            | — | Country3 (13 Wo.)Country |                                      |
| 1973 | Watergate Blues Rhymer and Other Five and Dimers                           | — | Country16 (11 Wo.)Country |                                      |
| 1973 | I Love For the People in the Last Hard Town                                | US12 (16 Wo.)US | Country1 (18 Wo.)Country |                                      |
| 1974 | That Song Is Driving Me Crazy Country Is                                   | US63 (4 Wo.)US | Country2 (15 Wo.)Country |                                      |
| 1974 | Country Is                                                                 | — | Country1 (16 Wo.)Country |                                      |
| 1974 | I Care Songs of Fox Hollow                                                 | — | Country1 (15 Wo.)Country |                                      |
| 1974 | Sneaky Snake                                                               | US55 (6 Wo.)US | Country69 (1 Wo.)Country | B-Seite von I Care                   |
| 1975 | Deal I Wrote a Song About it                                               | — | Country8 (15 Wo.)Country |                                      |
| 1975 | I Like Beer Faster Horses                                                  | — | Country4 (16 Wo.)Country |                                      |
| 1975 | Faster Horses (The Cowboy and the Poet) Faster Horses                      | — | Country1 (16 Wo.)Country |                                      |
| 1976 | Negatory Romance Faster Horses                                             | — | Country24 (12 Wo.)Country |                                      |
| 1976 | Fox on the Run Magnificent Music Machine                                   | — | Country9 (14 Wo.)Country |                                      |
| 1977 | Your Man Loves You Honey About Love                                        | — | Country4 (16 Wo.)Country |                                      |
| 1977 | It’s All in the Game About Love                                            | — | Country12 (12 Wo.)Country |                                      |
| 1977 | May the Force Be with You Always New Train Same Rider                      | — | Country13 (14 Wo.)Country |                                      |
| 1978 | I Wish I Loved Somebody Else New Train Same Rider                          | — | Country13 (13 Wo.)Country |                                      |
| 1978 | What Have You Got to Lose Places I’ve Done Time                            | — | Country9 (13 Wo.)Country |                                      |
| 1979 | Son of Clayton Delaney Places I’ve Done Time                               | — | Country14 (12 Wo.)Country |                                      |
| 1979 | There Is a Miracle in You Saturday Morning Songs                           | — | Country20 (10 Wo.)Country |                                      |
| 1979 | You Show Me Your Heart (And I’ll Show You Mine) Ol’ T’s in Town            | — | Country11 (14 Wo.)Country |                                      |
| 1980 | The Old Side of Town Ol’ T’s in Town                                       | — | Country9 (13 Wo.)Country |                                      |
| 1980 | Soldier of Fortune                                                         | — | Country51 (7 Wo.)Country |                                      |
| 1980 | Back When Gas Was Thirty Cents a Gallon Soldier of Fortune                 | — | Country36 (10 Wo.)Country |                                      |
| 1981 | The All New Me World Class Country                                         | — | Country41 (8 Wo.)Country |                                      |
| 1982 | There Ain’t No Country Music on This Jukebox Storyteller and the Banjo Man | — | Country77 (4 Wo.)Country | mit Earl Scruggs                     |
| 1982 | Song of the South Storyteller and the Banjo Man                            | — | Country72 (5 Wo.)Country | mit Earl Scruggs                     |
| 1983 | Everything from Jesus to Jack Daniels                                      | — | Country42 (10 Wo.)Country |                                      |
| 1984 | Famous in Missouri Natural Dreams                                          | — | Country81 (3 Wo.)Country |                                      |
| 1984 | P.S. I Love You Natural Dreams                                             | — | Country8 (21 Wo.)Country |                                      |
| 1985 | A Bar with No Beer Song in a Seashell                                      | — | Country40 (9 Wo.)Country |                                      |
| 1985 | Down in the Florida Keys Song in a Seashell                                | — | Country42 (11 Wo.)Country |                                      |
| 1986 | Love Letters in the Sand Song in a Seashell                                | — | Country79 (3 Wo.)Country |                                      |
| 1986 | Susie’s Beauty Shop                                                        | — | Country52 (8 Wo.)Country | B-Seite von Love Letters in the Sand |
| 1986 | Down at the Mall                                                           | — | Country65 (7 Wo.)Country |                                      |

## Von Hall verfasste Bücher
- How I Write Songs, Why You Can (1976)
- The Storyteller’s Nashville (1979)
- The Laughing Man of Woodmont Coves (1982)
- The Acts of Live (1986)
- Homewords (1986)
- The Songwriter’s Handbook (1987)
- Christmas and the Old House (1987)
- Springhill, Tennessee (1990)
- What a Book! (1996)